# جيم ماكيلروي (لاعب كرة قاعدة)
جيم ماكيلروي (بالإنجليزية: Jim McElroy)‏ هو لاعب كرة قاعدة أمريكي، ولد في 5 نوفمبر 1862 في مقاطعة نابا في الولايات المتحدة، وتوفي في 24 فبراير 1889 في نيدلز في الولايات المتحدة.

## وصلات خارجية
- جيم ماكيلروي على موقعبيزبول رفرنس.كوم (الدوري الرئيسي) (الإنجليزية)
- جيم ماكيلروي على موقعبيزبول رفرنس.كوم (الدوري الثانوي) (الإنجليزية)